# Кооль, Анастасия Николаевна
Анастасия Николаевна Кооль (род. 18 ноября 2005 года) — российский боксёр. Серебряный призёр чемпионата Европы 2024 года. Чемпионка России (2023 года), серебряный призёр чемпионата России (2024 года). Мастер спорта России (2023).

## Карьера
Анастасия родилась 18 ноября 2005 года. Тренируется в Анапе Краснодарском крае у тренера Марины Голубевой. Двукратная победительница первенства России по боксу 2021 и 2022 годов, победительница первенства Европы по боксу 2021 года.
В 2023 году в Уфе на чемпионате России по боксу стала чемпионкой страны в категории до 52 кг. В финале победила спортсменку из Алтайского края Анну Аэдму.
В 2024 году в составе сборной России приняла участие в чемпионате Европы, который состоялся в Белграде. В весовой категории до 52 кг завоевала серебряную медаль, уступив в финале турчанке Бусеназ Чакыроглу. 
В 2024 году на чемпионате России в Серпухове, в весовой категории до 52 кг вновь вышла в финал, но теперь уже уступила Анне Аэдме, став серебряным призёром.
Приказом министра спорта РФ № 189-нг от 31 октября 2023 года Анастасии присвоено спортивное звание «Мастер спорта России».
У Анастасии есть младший брат успешный боксёр Евгений Кооль.

## Достижения
- Чемпионка России 2023 года;
- Серебряный призёр чемпионата России 2024 года;
- Серебряный призёр чемпионата Европы 2024 года.